# Astraios
Astraios (latinsky Astraeus) v řecké mytologii je synem Titána Kría a jeho manželky Eurybie, dcery boha mořských hlubin Ponta.
Astraios byl otcem hvězd a větrů. S manželkou Éós, bohyní ranních červánků, mají tyto potomky:
- Euros (zvaný též Argestés) – bůh východního nebo jihovýchodního větru
- Zefyros – bůh mírného západního větru
- Boreás – bůh severního větru
- Notos – bůh jižního větru

S bohyní Éós má ještě dceru Astraiu, bohyni čistoty a nevinnosti.
Astraiovými sourozenci jsou bratři:
- Pallás – manžel bohyně Stygy
- Persés – Titán, jeho ženou byla Asteria, dcera Titána Koia.